# Compostela (Davao de Oro)
Compostela is een gemeente in de Filipijnse provincie Davao de Oro op het eiland Mindanao. Bij de laatste census in 2007 had de gemeente bijna 70 duizend inwoners.

## Geografie

### Bestuurlijke indeling
Compostela is onderverdeeld in de volgende 16 barangays:
| - Aurora - Bagongon - Gabi - Lagab - Mangayon - Mapaca - Maparat - New Alegria | - Ngan - Osmeña - Panansalan - Poblacion - San Jose - San Miguel - Siocon - Tamia |

## Demografie
Compostela had bij de census van 2007 een inwoneraantal van 69.849 mensen. Dit zijn 8.182 mensen (13,3%) meer dan bij de vorige census van 2000. De gemiddelde jaarlijkse groei komt daarmee uit op 1,73%, hetgeen lager is dan het landelijk jaarlijks gemiddelde over deze periode (2,04%). Vergeleken met de census van 1995 is het aantal mensen met 14.819 (26,9%) toegenomen.

De bevolkingsdichtheid van Compostela was ten tijde van de laatste census, met 69.849 inwoners op 287 km², 243,4 mensen per km².